# Gilan Shah Farrukhan
Gilan Shah Farrukhan (Farrukhan I ibn Dabuya) conegut com «el gran» i «el virtuós», fou ispahbad (títol dels antics governadors militars sassànides) de Gilan i Tabaristan al començament del segle viii.
Era fill de Dabuya, ispahbad de Gilan. Vers el 712 es va estendre del Gilan cap a l'est, ocupant les terres de la plana de Tabaristan (Mazanderan) mentre a les muntanyes governaven els karínides i els bawàndides. La capital es va fixar a Sari. Revoltats els daylamites, fou derrotat i va fugir a Amol, al castell de Firuzabad; assetjat en aquest castell els atacants es van acabar retirant al creure per un estratagema que tenia grans provisions de menjar que realment estava quasi exhaurit.
Quan els kharigites perseguits per Al-Hadjdjadj es van refugiar al país els va acollir però després els va combatre quan es va acostar un exèrcit califal dirigit per Sufyan ibn Abi l-Abrad al-Kalbi. El governador omeia de Khorasan Yazid ibn Abu Said al-Muhallabi (701-704 i 715-717) va intentar vers el 716 conquerir el Mazanderan i va assolar el territori però fou derrotat i va haver de comprar la seva retirada sa i estalvi amb un fort pagament a Farrukhan I. Va morir vers 718 o 728. La tradició diu que hauria regnat 70 anys però això no és possible. Les dates més probables son vers 712 a 728. Una filla seva es va casar amb el califa al-Mahdí (775-785) i fou la mare d'al-Mansur. El va succeir el seu fill Dadburzmihr ibn Farrukhan I (728-741) conegut també com a Dadh-Mihr ibn Farrukhan.